# Amilkar Acosta
Amylkar David Acosta Medina ( Riohacha, La Guajira 1950) Economista de profesión. Miembro de Número de la Academia Colombiana de Ciencias Económicas y miembro correspondiente de la Academia Colombiana de Historia. Expresidente del Congreso de la República y exministro de Minas y Energia. Director de la RAP del Caribe. Docente e investigador de la Universidad Externado de Colombia. Autor de 48 obras publicadas y columnista de los principales diarios del país.

## Biografía
Acosta Medina estudió economía en la Universidad de Antioquia en Medellín, donde se convirtió en uno de los más destacados líderes estudiantiles, siempre promoviendo la participación dentro del Partido Liberal. Recién egresado de la universidad, obtuvo un escaño como concejal de Medellín en 1974 (hasta 1976), y un año después se vinculó como profesor en su alma máster. En 1979 se trasladó a la Universidad de la Guajira, y en 1982 fue elegido concejal de su natal Riohacha, a la vez que pasa a presidir la Cámara de Comercio de la ciudad. En 1986 fue elegido diputado de la Asamblea de La Guajira y dos años después, debido a su experiencia académica en cuanto a temas energéticos fue designado presidente de la Compañía Colombiana de Gas. En 1990 se convierte en viceministro de Minas y Energía y un año después es elegido senador con el respaldo del liberalismo de La Guajira. Fue reelegido en 1994, correspondiéndose presidir el Senado de Colombia entre 1997 y 1998, año en que fue reelegido por última vez. Tras dejar el Congreso en 2002 se mantiene activo como líder de su partido hasta su renuncia en el 2018 y se dedica a la academia, enfocándose como siempre durante su carrera en el debate energético del país.[cita requerida] 
Ha sido presidente de la sociedad de Economistas y miembro correspondiente de la Academia Colombiana de Historia.
Desde agosto de 1975, hasta la fecha, se ha desempeñado sin interrupción durante 42 años como docente universitario. Actualmente es docente en posgrado de la especialización en Derecho Minero Energético en la Universidad Externado de Colombia y en Universidad de los Andes

## Congresista de Colombia
En las elecciones legislativas de Colombia de 1991, Acosta Medina fue elegido senador de la república de Colombia. Posteriormente, en las elecciones legislativas de Colombia de 1994 y 1998, Acosta Medina fue reelecto senador de la república de Colombia. Acosta reemplazó al ministro saliente Luis Fernando Londoño Capurro como Presidente del Senado de la República de Colombia en 1997.